# Ànec de pit tacat
L'ànec de pit tacat o ànec de collar (Callonetta leucophrys) és un petit ànec dels boscos d'Amèrica del Sud. És l'única espècie del gènere Callonetta. Normalment classificat prop del gènere Anas podria estar més prop de la tribu tadornini. També s'ha inclòs a la seva pròpia tribu Callonettini.

## Morfologia
- Fa 35 – 38 cm de llargària.
- Els mascles tenen el dors d'un color castany fosc, flancs gris pàl·lid i pit de color salmó clapejat de negre. Cara i coll molt pàl·lid. Una banda negra s'estén des del capell a la llarga de la part posterior del coll fins a formar un collar que no s'arriba a tancar. Bec fosc i potes taronja. Gropa i cua negres. En vol taca blanca sobre ales blanques.
- La femella és d'un to general més marró, amb "cella" i altres marques blanques al cap. Més clar per sota.

## Hàbitat i distribució
Viu en estanys, aiguamolls i rierols, sovint en àrees forestals de les terres baixes de Bolívia, sud del Brasil, el Paraguai, Uruguai i nord-est de l'Argentina. La seva presència als Països Catalans o Europa Occidental en general, és esporàdica.

## Reproducció
Fa el niu en forats als arbres o nius vells d'altres aus, que repara amb plomissa. Pon 6 – 12 ous blancs, que la femella cova durant 26 - 28 dies. Nidífugs, es llancen des de l'arbre a la crida de llurs pares.

## Alimentació
Cerca a l'aigua material vegetal i petits invertebrats que filtra amb el bec.